# Mégaron

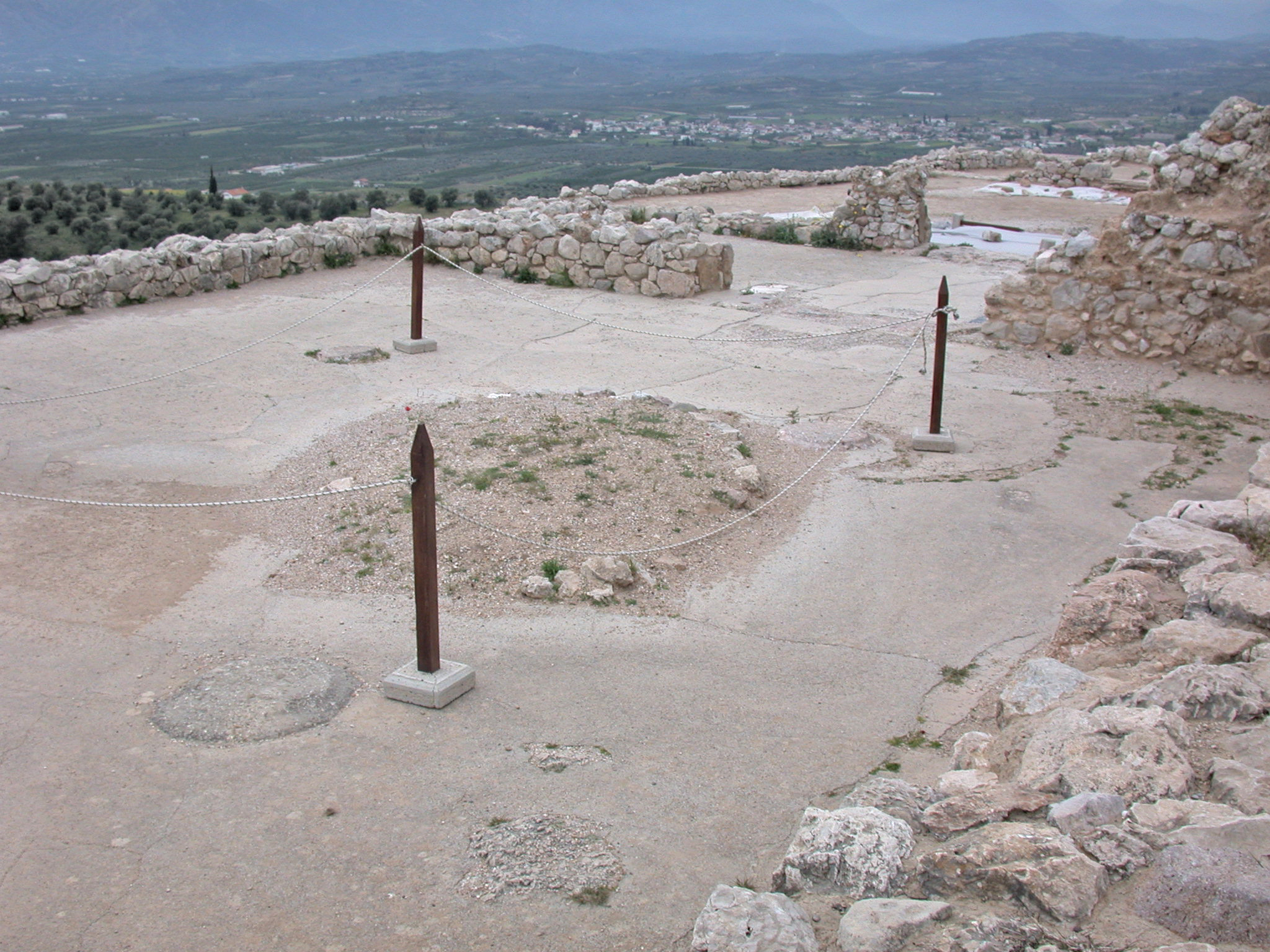
Resti del megaron di Micene.

Il megaron (da μέγαρον, voce neutra pregnante del vocabolario greco ma di probabile derivazione semitica) designa l'unità architettonica che funge da fulcro della realtà palaziale minoica e soprattutto micenea.
Il megaron miceneo era strutturato in tre parti: un vestibolo con due colonne lignee su basi di pietra, un successivo atrio, da cui si accedeva tramite tre porte, in fondo al quale un'apertura singola permetteva di accedere alla sala vera e propria, il mégaron, con un focolare rotondo al centro circondato da quattro colonne che sorreggevano la copertura.
I poemi omerici offrono un'incredibile gamma di testimonianze relative alla disposizione ed agli impieghi di questa fondamentale sala, come per esempio le descrizioni dell'accoglienza di Odisseo da parte dei Feaci ed il canto dell'aedo Demodoco (Odissea, libri VI-VIII) o quelle relative al palazzo di Itaca, al canto di Femio e alla strage dei pretendenti (Od. XVII-XXII), ambientata nel megaron.
Mégaron è anche il nome della casa micenea, formata da un'unica grande stanza con al centro un grande focolare e tutt'attorno un mobilio molto grezzo ed essenziale (tavolo, sgabelli e letti).

Pianta schematica di un complesso megaron.